# Red Oak (Iowa)
Red Oak és una població dels Estats Units a l'estat d'Iowa. Segons el cens del 2000 tenia 6.197 habitants.

## Demografia
Segons el cens del 2000, Red Oak tenia 6.197 habitants, 2.670 habitatges, i 1.650 famílies. La densitat de població era de 650,2 habitants/km².
Dels 2.670 habitatges en un 28,7% hi vivien nens de menys de 18 anys, en un 47,6% hi vivien parelles casades, en un 10,7% dones solteres, i en un 38,2% no eren unitats familiars. En el 33,8% dels habitatges hi vivien persones soles el 16,8% de les quals corresponia a persones de 65 anys o més que vivien soles. El nombre mitjà de persones vivint en cada habitatge era de 2,27 i el nombre mitjà de persones que vivien en cada família era de 2,89.
Per edats la població es repartia de la següent manera: un 24,6% tenia menys de 18 anys, un 7% entre 18 i 24, un 25,7% entre 25 i 44, un 21,9% de 45 a 60 i un 20,8% 65 anys o més.
L'edat mediana era de 40 anys. Per cada 100 dones de 18 o més anys hi havia 79,9 homes.
La renda mediana per habitatge era de 30.098 $ i la renda mediana per família de 37.007 $. Els homes tenien una renda mediana de 28.942 $ mentre que les dones 20.047 $. La renda per capita de la població era de 15.793 $. Entorn del 7,9% de les famílies i el 10,3% de la població estaven per davall del llindar de pobresa.

## Poblacions més properes
El següent diagrama mostra les poblacions més properes.